# Viktor Abakumov
Viktor Semyonovich Abakumov (em em russo:  Виктор Семёнович Абакумов, transl. Viktor Semënovič Abakumov; 24 de abril de 1908 – 19 de dezembro de 1954) foi um oficial de segurança soviético de alto nível de 1943 a 1946, chefe da SMERSH no Comissariado do Povo da URSS para a Defesa e de 1946 a 1951 Ministro da Segurança do Estado ou MGB (ex-NKGB). Ele foi removido do cargo e preso em 1951 sob acusações fabricadas de não investigar a conspiração dos médicos. Após a morte de Josef Stalin, Abakumov foi julgado por fabricar o Caso Leningrado, e condenado à morte e executado por pelotão de fuzilamento em 1954.

## Vida pregressa e carreira
Abakumov era um russo étnico. Estudos recentes sugerem que ele nasceu em Moscou, embora tenha sido dito anteriormente que ele era da região de Don Cossack, no sul da Rússia. Seu pai era um trabalhador não-qualificado e sua mãe uma enfermeira.
Aos 14 anos, Abakumov juntou-se ao Exército Vermelho Soviético na primavera de 1922 e serviu na 2.ª Brigada de Missões Especial de Moscou na Guerra Civil Russa até a desmobilização em dezembro de 1923. Ele então se juntou ao Komsomol. Tornou-se membro candidato do Partido Comunista em 1930, e trabalhou no Comissariado do Povo de Suprimentos até 1932, sendo responsável pela Seção Militar da Liga da Juventude Comunista na área de Moscou (raion).
No início de 1932, recomendado pelo Partido para integrar os serviços de segurança (OGPU), foi atribuído ao Departamento Econômico e possivelmente ao Departamento de Investigação. Em 1933, foi demitido do Departamento Econômico e designado como superintendente do GULAG. Este foi um rebaixamento claro; Abakumov era um mulherengo compulsivo, e seu superior, MP Shreider (ru), considerava Abakumov incapaz de ser um chekista.

## Subida pela hierarquia do NKVD
Em 1934, após a reorganização do aparato de segurança (a OGPU se juntou ao NKVD como GUGB), Abakumov iniciou seu trabalho em uma 1.ª Seção do Departamento de Economia (EKO) pela Diretoria Principal de Segurança do Estado do NKVD . Em 1.º de agosto de 1934, foi transferido para a Direção-Geral de Campos e Colônias de Trabalho (Gulag), onde atuou até 1937, principalmente como oficial operativo na 3.ª Seção do Departamento de Segurança do GULAG do NKVD. Em abril de 1937, Abakumov foi transferido para o 4.º Departamento (OO) do GUGB do NKVD, onde serviu até março de 1938.
Após a próxima reorganização da estrutura do NKVD em março de 1938, tornou-se assistente do chefe do 4.º Departamento na 1.ª Diretoria do NKVD. De 29 de setembro a 1.º de novembro de 1938, foi assistente de Pyotr Fedotov, chefe do 2.º Departamento (Dep. Político Secreto – ou SPO) do GUGB do NKVD. Até o final de 1938, trabalhou no SPO GUGB NKVD como chefe de uma das seções. Abakumov sobreviveu ao Grande Expurgo participando dele. Ele executou cada ordem sem escrúpulos, provavelmente salvando-o de enfrentar ele mesmo um pelotão de execução. Perto do final de dezembro de 1938, Abakumov foi transferido de Moscou para Rostov-on-Don, onde se tornou o chefe do UNKVD do Oblast de Rostov (o chefe do escritório local do NKVD).

## Atividades na Segunda Guerra Mundial
Abakumov retornou ao QG de Moscou em 12 de fevereiro de 1941 como Major Sênior de Segurança do Estado e, após a reorganização e criação da nova NKGB, tornou-se um dos subordinados de Lavrentiy Beria, que era o Comissário do Povo para Assuntos Internos (chefe do NKVD). Em 19 de julho de 1941, tornou-se chefe do Departamento Especial (OO) do NKVD, responsável pela contra-inteligência e segurança interna no RKKA (Exército Vermelho).
Nesta posição, após o ataque da Alemanha Nazista à União Soviética e as derrotas sofridas pelo Exército Vermelho, por ordem de Stalin liderou os expurgos de comandantes do RKKA acusados de traição e covardia. Em 1943, de 19 de abril a 20 de maio de 1943, Abakumov foi um dos subordinados do próprio Stalin, quando ocupou o cargo de Comissário do Povo para a Defesa da URSS.
Em abril de 1943, quando foi criada a Direção-Chefe de Contra-inteligência do Comissariado Popular de Defesa da URSS (ou GUKR NKO URSS), mais conhecida como SMERSH, Abakumov foi encarregado dela, no posto de Comissário (2.º posto) da Segurança do Estado, e detinha o título de vice-comissário da Defesa.
Durante a guerra, ele se reportava diretamente a Josef Stalin e parece ter conseguido contornar Beria. Por exemplo, Beria renunciou à responsabilidade pela prisão em 1941 do Marechal do Exército Vermelho, Kirill Meretskov, pela qual culpou Stalin e Abakumov. No entanto, Nikita Khrushchev - que mais tarde denunciou Stalin e executou Beria e Abakumov - não acreditou nele. Ele alegou que Stalin "pensou ter encontrado em Abakumov um jovem brilhante que estava cumprindo suas ordens, mas na verdade Abakumov estava relatando a Stalin o que Beria lhe dissera que Stalin queria ouvir".
Ele usou sua posição para se enriquecer. Ele tomou para si um apartamento "esplêndido", cujo ocupante anterior, uma soprano, ele havia prendido, e "escondeu suas amantes no Hotel Moskva e importou trens carregados de pilhagem de Berlim".

## Chefe do MGB
Em 1946, Stalin nomeou Abakumov Ministro da Segurança do Estado (MGB). Embora o ministério estivesse sob a supervisão geral de Beria, Stalin esperava conter o poder deste último. Beria foi dito por Vsevolod Merkulov estar "morrendo de medo de Abakumov" e tentou "ter boas relações" com ele. Em sua função no MGB, ele estava encarregado do expurgo de 1949 conhecido como " Caso Leningrado ", no qual os membros do Politburo Nikolai Voznesensky e Aleksei Kuznetsov foram executados.
Ele também executou os estágios iniciais da campanha antissemita que Stalin ordenou, como a segunda fase pró-árabe dos planos de Stalin para o Oriente Médio após o enorme apoio militar que ele havia dado para ajudar a estabelecer o Estado de Israel, envolvendo a prisão e tortura de vários judeus proeminentes, incluindo um velho bolchevique, Solomon Lozovsky .
Quando a eminente cientista Lina Stern foi presa e levada perante Abakumov, ele gritou com ela, acusando-a de ser sionista e de conspirar para transformar a Crimeia em um Estado judeu separado. Quando ela negou a acusação, ele gritou: "Por que sua puta velha!" Stern respondeu: "Então é assim que um ministro fala com um acadêmico."

## Prisão e execução
Em junho de 1951, o vice de Abakumov, Mikhail Ryumin, escreveu a Stalin alegando que Abakumov não estava fazendo o suficiente para fabricar um caso contra os judeus. A ideia de Ryumin foi a Conspiração dos Médicos. Abakumov e vários outros oficiais superiores do MGB foram presos. Em março de 1953, Stalin morreu, Beria recuperou o controle da polícia e Ryumin foi preso. Beria e Ryumin foram presos e fuzilados, mas Abakumov e seus associados permaneceram na prisão.
Abakumov e cinco outros foram levados a um julgamento de seis dias em dezembro de 1954, acusados de falsificar o "Caso Leningrado". Abakumov e três ex-chefes adjuntos da Seção de Investigação de Casos Especialmente Importantes do MGB, AG Leonov, VI Komarov e MT Likhachev, foram condenados à morte e baleados após o término do julgamento em 19 de dezembro. O Cel. Likhachev foi baseado sucessivamente na Polônia, Hungria e Tchecoslováquia em 1945-49, e desempenhou um papel na preparação dos julgamentos-espetáculo de Rajk e Slansky, embora isso não fizesse parte do caso contra ele.
Dois outros, Ya.M. Broverman e IA Chernov foram condenados, respectivamente, a 25 anos e 15 anos no Gulag. Em 1970, foi relatado que Broverman estava desfrutando de uma posição relativamente privilegiada como administrador em um campo de trabalho.

## Na cultura popular
Abakumov é retratado como um cortesão astuto, não totalmente confiável por Stalin, no romance de Aleksandr Solzhenitsyn, O Primeiro Círculo. No famoso texto de não-ficção de Solzhenitsyn, O Arquipélago Gulag, ele acusou Abakumov de se envolver pessoalmente no espancamento e tortura de prisioneiros durante os interrogatórios. Na versão cinematográfica do livro de 1992, ele foi interpretado por Christopher Plummer e em uma minissérie em língua russa transmitida em 2006, ele foi interpretado por Roman Madyanov. Há outro retrato fictício dele no romance Dust and Ashes de Anatoly Rybakov. No jogo russo Death to Spies, a trama começa com o protagonista - o Major Semyon Strogov - sendo chamado para interrogatório na Lubianka, em 1951, para clarificar suas relações com Viktor Abakumov depois da sua prisão. O então Capitão Strogov foi condecorado com a Ordem da Guerra Patriótica das mãos do próprio Abakumov em 1944.